# 8151 Andranada
8151 Andranada (1986 PK6) là một tiểu hành tinh vành đai chính được phát hiện ngày 12 tháng 8 năm 1986 bởi L. V. Zhuravleva ở Đài vật lý thiên văn Crimean.